# 은총은 자연을 파괴하지 않고 완성한다
은총은 자연을 파괴하지 않고 완성한다(Gratia non tollit naturam, sed perficit). 문자적으로 번역하면 은총은 자연을 파괴하지 않고 오히려 그것을 완성한다. 또는 은총은 자연을 파괴하지 않고 오히려 성취한다라는 의미이다. 이 구절은 아리스토텔레스의 형상과 질료의 개념에서 영향을 받은 토마스 아퀴나스 (Thomas Aquinas, 1224-1274)의 철학을 대표하는 말이다.
아퀴나스는 그의 신학대전에서 아리스토텔레스의 4 원인론을 이용하여 하나님의 의지가 만물을 주관한다는 교리를 설명할 때 아리스토텔레스의 철학을 사용한다. 방해받지 않은 모든 원인은 그 원인의 결과를 필연적으로 만들어 낸다는 사상을 응용한다. 따라서 그는 은총은 자연을 파괴하지는 않지만 그 잠재력을 충족시킨다고 보았다(Summa Theologiae, I, I, 8 ad 2).  그러므로 은혜는 자연을 파멸시키지 않고 오히려 완성 시키므로, 의지가 자연적으로 온전하지 않는 사람은 사랑을 위해 봉사해야 하는 것처럼 당연하게 자연이성은 신앙을 위해 봉사해야 한다고 보았다(Thomas Aquinas, Summa Theologica, Part 1, Question 1, Article 8, Response to Objection 2). 은총은 자연과 충돌하지 않는다고 한다. 하나님의 창조물은 인간의 죄로 완전히 타락할 수 없다고 한다. 은총은 하나님의 불완전한 자연적 사상을 치료한다고 한다. 토마스 아퀴나스는 은혜를 두가지로 설명하는데 하나는 개인을 성화시키는 은혜(gratia gratum faciens)와 다른 하나는 거져주시는 은혜(gratia gratis data)로 보았다(I-II. III,1c). 로마카톨릭교회의 화체설 사상에 이 원리가 직접적으로 영향을 주었다. 

## 같이 보기
- 토마스 아퀴나스
- 신의 은총